# Euhybus setulosus
Euhybus setulosus är en tvåvingeart som beskrevs av Ale-rocha 2002. Euhybus setulosus ingår i släktet Euhybus och familjen puckeldansflugor.
Artens utbredningsområde är Colombia. Inga underarter finns listade i Catalogue of Life.